# Àrria la Major
Àrria (en llatí Arria) va ser la dona de Cecina Pet.
Quan el seu marit va rebre l'ordre de l'emperador Claudi de posar fi a la seva vida, l'any 42 aC, i veient que Cecina Pet dubtava, es va apunyalar a si mateixa i li va donar el punyal al marit dient: "Non dolet, Paete", (no fa mal Pet).